# Raszid IV ibn Humajd an-Nu’ajmi
Raszid IV ibn Humajd an-Nu’ajmi (ur. 1902; zm. 6 września 1981) – długoletni władca Adżmanu. Ojciec szejka Humajda ibn Raszida an-Nu’ajmiego. Raszid IV rządził w Adżmanie przez 54 lata, od 1928 do 1981 roku.
W 1967 roku założył w Adżmanie policję. Miał piętnaścioro dzieci:
- Ali ibn Raszid an-Nu’ajmi
- Fatima bint Raszid an-Nu’ajmi
- Humajd ibn Raszid an-Nu’ajmi
- Abd Allah ibn Raszid an-Nu’ajmi
- Nasir ibn Raszid an-Nu’ajmi
- Na’ila bint Raszid an-Nu’ajmi
- Szajcha bint Raszid an-Nu’ajmi
- Sa’id ibn Raszid an-Nu’ajmi
- Abd al-Aziz ibn Raszid an-Nu’ajmi
- Sakr ibn Raszid an-Nu’ajmi
- Hamdan ibn Raszid an-Nu’ajmi
- Sultan ibn Raszid an-Nu’ajmi
- Muhammad ibn Raszid an-Nu’ajmi
- Ahmad ibn Raszid an-Nu’ajmi
- Marjam bint Raszid an-Nu’ajmi